# New York Jets 1964
La stagione 1964 dei New York Jets è stata la quinta della franchigia nell'American Football League. L'annata si chiuse con un bilancio di 5–8-1 come nell'anno precedente, al terzo posto della propria division. Fu anche la prima stagione allo Shea Stadium, dopo avere disputato le prime quattro al Polo Grounds.
Sia i Jets che i New York Mets della Major League Baseball si trasferirono allo Shea nel 1964. Il proprietario originale della franchigia, Harry Wismer, sperava che la squadra potesse trasferirvisi già nel 1961, ma incontrò difficoltà di finanziamento e problemi legali legati alla costruzione della struttura. Wismer firmò un memorandum d'intesa sul finire del 1961 per assicurare una nuova casa agli allora Titans. Quel memorandum riconosceva che i Mets avrebbero avuto il diritto esclusivo dello stadio finché la loro stagione non si fosse conclusa. Col trasferimento nel nuovo campo sotto la nuova proprietà, per diversi anni dovettero disputare a inizio stagione diverse gare in trasferta, un problema che si aggravò nel 1969 e nel 1973 quando i Mets fecero molta strada nei playoff.

## Calendario

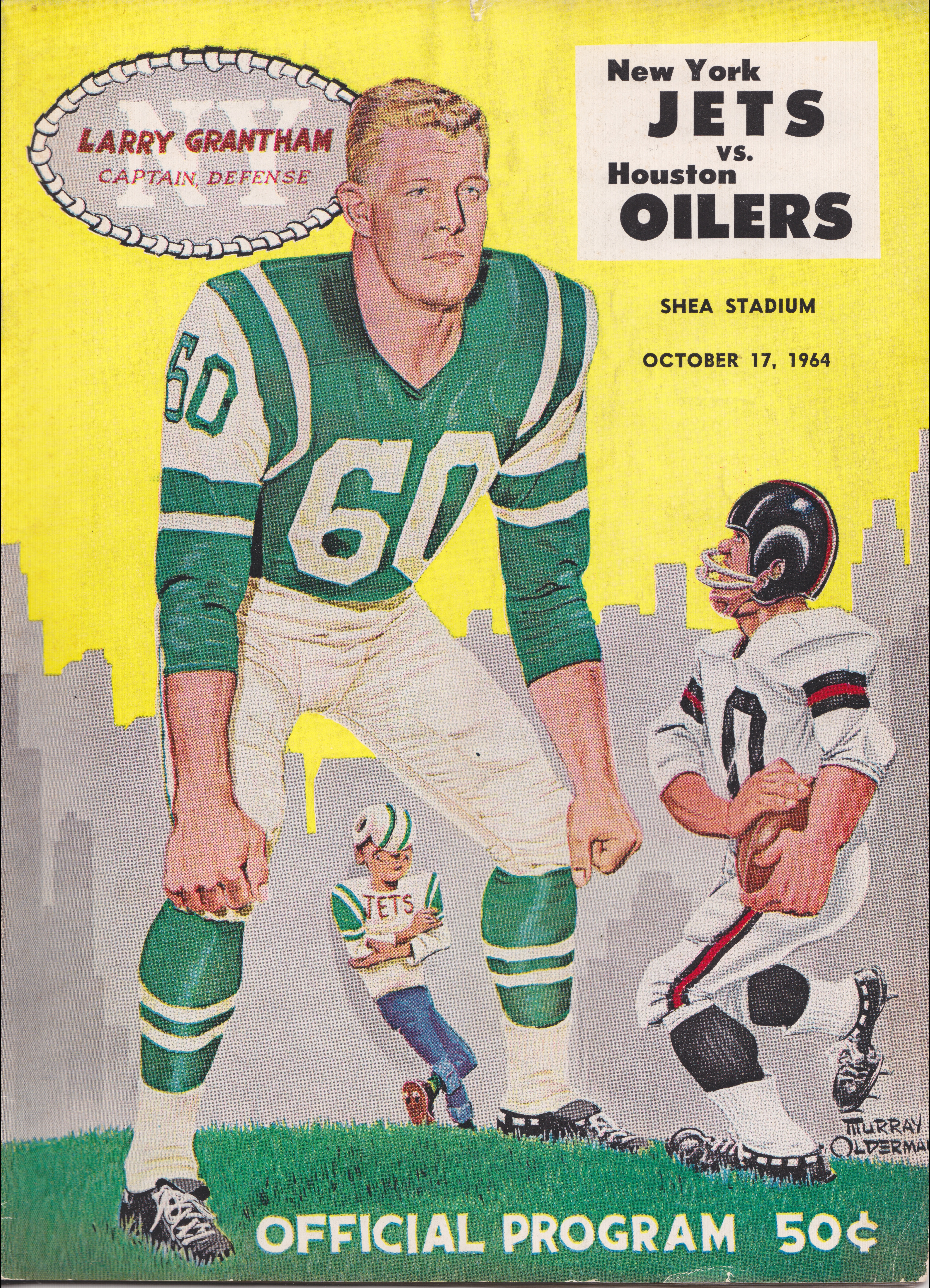
Il programma della gara contro gli Oilers del 22 settembre 1964

| Stagione regolare |                       |                    |                      |
| Turno             | Avversario            | Risultato          | Stadio               |
| 1                 | Denver Broncos        | V 30–6             | Shea Stadium         |
| 2                 | Settimana di pausa    | Settimana di pausa | Settimana di pausa   |
| 3                 | at Boston Patriots    | S 26–10            | Alumni Stadium       |
| 4                 | San Diego Chargers    | P 17–17            | Shea Stadium         |
| 5                 | Oakland Raiders       | V 35–13            | Shea Stadium         |
| 6                 | Houston Oilers        | V 24–21            | Shea Stadium         |
| 7                 | at Buffalo Bills      | S 34–24            | War Memorial Stadium |
| 8                 | Boston Patriots       | V 35–14            | Shea Stadium         |
| 9                 | Buffalo Bills         | S 20–7             | Shea Stadium         |
| 10                | at Denver Broncos     | S 20–16            | Bears Stadium        |
| 11                | at Oakland Raiders    | S 35–26            | Frank Youell Field   |
| 12                | Kansas City Chiefs    | V 27–14            | Shea Stadium         |
| 13                | at San Diego Chargers | S 38–3             | Balboa Stadium       |
| 14                | at Houston Oilers     | S 33–17            | Jeppesen Stadium     |
| 15                | at Kansas City Chiefs | S 24–7             | Municipal Stadium    |

## Classifiche
| AFL Eastern Division | AFL Eastern Division | AFL Eastern Division | AFL Eastern Division | AFL Eastern Division | AFL Eastern Division | AFL Eastern Division | AFL Eastern Division | AFL Eastern Division | AFL Eastern Division |
|                      | V                    | S                    | P                    | %                    | DIV                  | PF                   | PA                   | STR                  |                      |
| -------------------- | -------------------- | -------------------- | -------------------- | -------------------- | -------------------- | -------------------- | -------------------- | -------------------- | -------------------- |
| Buffalo Bills        | 12                   | 2                    | 0                    | .857                 | 5–1                  | 400                  | 242                  | V2                   |                      |
| Boston Patriots      | 10                   | 3                    | 1                    | .769                 | 4–2                  | 365                  | 297                  | S1                   |                      |
| New York Jets        | 5                    | 8                    | 1                    | .385                 | 2–4                  | 278                  | 315                  | S3                   |                      |
| Houston Oilers       | 4                    | 10                   | 0                    | .286                 | 1–5                  | 310                  | 355                  | V2                   |                      |

Nota: I pareggi non venivano conteggiati ai fini della classifica fino al 1972.